# Simonoonops simoni
Espèce
Simonoonops simoni est une espèce d'araignées aranéomorphes de la famille des Oonopidae.

## Distribution
Cette espèce est endémique du Venezuela.

## Description
Le mâle holotype mesure 1,78 mm et la femelle paratype 1,86 mm.

## Étymologie
Cette espèce est nommée en l'honneur de Eugène Simon.

## Publication originale
- Platnick & Dupérré, 2011 : The goblin spider genus Simonoonops (Araneae, Oonopidae). American Museum Novitates, no 3724, p. 1-30 (texte intégral).